# Spinwam
Spinwam (Spīnwām, Urdu سپن وام (?)) ist ein Dorf in der pakistanischen Bergregion Nordwasiristan, das circa 40 Kilometer nordöstlich von Miranshah liegt.
Das Spinwam-Gebiet ist hart umkämpft und es kommt dort immer wieder zu Zwischenfällen mit Toten und Verletzten auf beiden Seiten. Es gehörte bis 2018 zur FATA-Region (Federally Administered Tribal Areas – Föderal verwaltete Stammesgebiete), wo auch Schulprojekte initiiert und unterhalten werden. Seither gehört Spinwam zur Provinz Khyber Pakhtunkhwa.
Zuletzt kamen im März 2011 bei einem Angriff durch unbemannte Flugzeuge (Drohnen) der amerikanischen Streitkräfte 20 Menschen (u. a. Frauen und Kinder) ums Leben. Es soll sich um Aufständische gehandelt haben. Es wurden fünf Raketen auf ein Gebäude abgefeuert.